# Gregorio Weinberg
Gregorio Weinberg (Buenos Aires, 20 de noviembre de 1919 - Buenos Aires, 18 de abril de 2006) fue un escritor, historiador, editor y educador argentino dedicado a la investigación y docencia en el ámbito de la cultura, la historia de las ideas y de la educación.

## Biografía
Nació en Buenos Aires el 20 de noviembre de 1919 y falleció en esa misma ciudad el 18 de abril de 2006. Sus padres fueron inmigrantes judíos procedentes de las cercanías de Kiev, Ucrania. Su familia se trasladó a Tomás Young, cerca de Guardia Escolta, Santiago del Estero, donde pasó su niñez convertido en ávido lector y autodidacta. Regresó a su ciudad natal a mediados de los años treinta para cursar los estudios secundarios en el Colegio Nacional Nicolás Avellaneda y, posteriormente, la carrera de derecho en la Universidad Nacional de la Plata. Nunca habría de dejar la ciudad capital de la Argentina. Abandonó los estudios universitarios formales y comenzó a trabajar, a los 23 años, como asesor literario de la Editorial Lautaro. Gregorio era hermano mayor del historiador Félix Weinberg.
Participó activamente como traductor y autor de artículos y reseñas para distintos medios porteños. Paralelamente continuó su formación en el ámbito de la filosofía y la historia, hasta llegar a convertirse en un profundo conocedor de la historia de las ideas, la educación y la tradición científica de Argentina y América Latina.
A su iniciativa se debe la publicación de grandes clásicos del pensamiento y la cultura universal –Bacon, Locke, Spinoza, Kant, Hegel, Gramsci, Voltaire--, así como renovadores de las ideas en el siglo XX de la magnitud de Morgan, Hubert y Mauss, Lévi-Bruhl, Lefebvre, Mondolfo, Farrington. No fue menos notable su aporte a la consolidación de una tradición de clásicos de la historia y la literatura argentinos, comenzada hacia los años cincuenta como editor de la casa francesa Hachette, y más tarde con su propio sello editorial, Solar, desde el que avanzó en la recuperación y publicación de fuentes y obras olvidadas o dispersas de la tradición de su país. No es exagerado decir que dotó a la Argentina moderna de una nueva biblioteca para pensarse y reconocerse. Notable ha sido, por ejemplo, su relectura de la obra de Monteagudo, Belgrano, Sarmiento o Juan María Gutiérrez, así como su descubrimiento de pensadores olvidados, como el economista cordobés Mariano Fragueiro, y de muchos viajeros y expedicionarios argentinos o su valoración de la obra de un por entonces poco conocido Roberto Arlt. Su labor intelectual no acaba allí, sino que se trató de un gran sentidor y entendedor de la vida política y cultural de América Latina, que vio en la educación, en la lectura, el libro y la biblioteca grandes motores del desarrollo de su país.
Contribuyó además a la renovación de la vida universitaria, y se desempeñó como profesor de la Universidad de Buenos Aires desde 1957 hasta que el golpe de Estado de 1966 lo llevó a renunciar a la docencia universitaria junto a muchos cientos de docentes.
En los momentos sombríos de la vida argentina continuó una militancia activa a través de la política cultural, siempre cercano a los emprendimientos editoriales y educativos más avanzados, como la gran época de la Editorial Universitaria de Buenos Aires (EUDEBA) o el Centro Editor de América Latina (CEAL). Su obra de pensamiento ha sido puente entre la historia de las ideas y la historia intelectual.

### Vida profesional
Profesor titular en la Facultad de Filosofía y Letras de la Universidad de Buenos Aires. Impartió las cátedras de "Historia del pensamiento y la cultura argentinos” (Departamento de Filosofía) y de "Historia de la educación argentina” y de “Historia de la educación universal" (Departamento de Ciencias de la Educación).
Dirigió el Centro de Documentación Internacional (Proyecto Conjunto Gobierno Argentino/UNESCO) en el lapso 1959/1966. Se desempeñó también, a lo largo de toda su vida, como editor, y fue activo colaborador de casas editoriales como Lautaro, Hachette, EUDEBA, CEDAL, en las que tuvo una participación clave como iniciador de colecciones tales como “Tratados fundamentales”, “Estudios y Ensayos” y“Crítica y polémica” en Lautaro. “El pasado argentino”, “Biblioteca Hachette de Filosofía” y “Vidas cotidianas” en Hachette. Fundó más tarde su propia editorial, Solar, donde inició las colecciones "Dimensión Argentina" y “Dimensión americana”. Junto al sello Taurus dirigió la serie “Nueva Dimensión Argentina”. Fue miembro del consejo de redacción de la Revista de Historia (1957/1959).
Colaboró también con prestigiosas instituciones académicas como la UBA, la UNAM, Universidad de la República (Uruguay), la Universidad Central de Venezuela. 
Se desempeñó como vicepresidente de la Comisión Nacional de Bibliotecas Populares (1963/1966).
Miembro, desde 1980, de la Comisión Internacional, con sede en París, encargada por la UNESCO para preparar la nueva versión de la Historia Científica y Cultural de la Humanidad; fue integrante del directorio a cargo del Volumen VII: Siglo XX. Y fue vicepresidente, desde 1981, de la Comisión Internacional encargada por la UNESCO para preparar la Historia General de América Latina, además de codirector del Volumen VII.
Consultor durante siete años en la CEPAL, Santiago de Chile (1967-1983); lo hizo como editor de la Revista de la CEPAL, desde donde acompañó activamente el proyecto cepalino encabezado por Raúl Prebisch.
Dirigió la Biblioteca Nacional y fue Director Nacional del Libro (1983/4). 
Fue vicepresidente del CONICET (1986-1988).
Integró el Consejo para la Consolidación de la Democracia (con jerarquía de secretario de Estado y con designación ad honorem).
Ocupó el sillón Juan María Gutiérrez de la Academia Nacional de Educación (1984/2006).

## Obra

### Autor
- El pensamiento de Monteagudo. Selección y prólogo. Buenos Aires, Editorial Lautaro, 1944.
- Escritos económicos, de Manuel Belgrano. Estudio preliminar, selección y notas de Gregorio Weinberg. Buenos Aires, Editorial Raigal, 1954.
- Debate parlamentario sobre la Ley 1420. Estudio preliminar, selección y notas de Gregorio Weinberg. Buenos Aires, Editorial Raigal, 1956. (Tuvo numerosas reediciones).
- Escritores coloniales rioplatenses. de Juan María Gutiérrez. Edición, prólogo y notas de Gregorio Weinberg. Buenos Aires, Editorial Raigal, 1957.
- Mariano Fragueiro, un pensador olvidado. Buenos Aires, Ediciones Solar, 1975. 110 páginas.
- El descontento y la promesa: ensayos sobre educación y cultura. Argentina, Editorial de Belgrano, 1982. 199 páginas.
- Modelos educativos en la historia de América Latina. Buenos Aires, UNESCO/ CEPAL / PNUD, 1984. 285 páginas. (Tuvo numerosas reediciones en Argentina y el extranjero).
- Tiempo, destiempo y contratiempo". Argentina, Leviatán, 1993.
- La ciencia y la idea de progreso en América Latina 1860 - 1930. México, Fondo de Cultura Económica, 1998. 129 páginas.
- lustración y educación superior en Hispanoamérica. Siglo XVIII. Buenos Aires, Academia Nacional de Educación, 1997. 95 páginas.
- Sarmiento, Bello, Mariátegui y otros ensayos. Buenos Aires, Academia Nacional de Educación, 1999. (Estudios, 16).
- El libro en la cultura latinoamericana. México, Fondo de Cultura Económica, 2006. 111 páginas.

### Editor
El trabajo de Gregorio Weinberg como editor ha sido comparado con el de José Ingenieros, Arnaldo Orfila Reynal o Ricardo Rojas en tanto que para todos ellos el libro era una parte esencial en la cultura latinoamericana. En general, su línea editorial se dirigía hacia dos vertientes: contribuir a la cultura nacional y universalizar textos clásicos de la cultura occidental (traducciones, reediciones, etc).

#### Editor y asesor literario en Lautaro
En Editorial Lautaro creó una primera serie, codirigida por Manuel Sadosky, llamada Tratados Fundamentales, una colección de filosofía y antropología principalmente. Posteriormente promovió la edición de otras colecciones: Estudios y Ensayos, enfocada hacia las ciencias sociales; Crítica y Polémica, concebida para la promoción del debate de ideas; y “Pingüinos” pensada para la difusión científica y cultural.
- Lévy-Bruhl. La Mentalidad Primitiva. (1945)
- León Brunschvicg. Las etapas de la filosofía matemática.
- Ernest Renan. Averroes y el averroísmo
- Morgan. La sociedad primitiva
- Baron de Holbach. Sistema de la naturaleza
- Kant. Historia natural y Teoría general del cielo. (1946)
- Spinoza. Tratado teológico-político.
- Hegel. La ciencia de la lógica.
- Bacon. Del adelanto y progreso de la ciencia divina y humana.
- Locke. Ensayo sobre el entendimiento humano.
- Clausewitz. De la guerra.
- Cardenal N. de Cusa. La docta ignorancia. (La publicación de este texto en una época de censura y represión, llevó a Gregorio Weinberg a estar preso por 48 horas).
- Lefevbre. El existencialismo
- Lyell. Principios de geología.
- Gordon Childe. Qué sucedió en la Historia.
- Henri Huber y Marcel Mauss. Magia y sacrificio en la historia de las religiones.

#### Editor en Hachette, Solar y Taurus
A mediados de los años 50 comenzó a trabajar en la Editorial Hachette, francesa, en donde creó la colección El Pasado Argentino. Después de unos años, esta colección pasó a ser parte del sello independiente Solar, cambiando su nombre a Dimensión Argentina. La colección Nueva Dimensión Argentina se lanzó bajo el sello editorial de Taurus.
"En un viejo folleto de presentación de la colección El Pasado Argentino", decía Weinberg, a modo de declaración de principios: 'Esta biblioteca fue concebida con un propósito tan simple como elevado: brindar -a través de obras de géneros diversos, épocas distintas y autores muchas veces de ideas encontradas- un panorama completo de todas las dimensiones del pasado, subrayando la importancia de ciertos temas o la vigencia de determinados nombres, más rescatando a otros del olvido, para dar así una enriquecida imagen de la patria vieja y la Argentina nueva [ ]. Aspiramos a que los libros de tapas azules y blancas que por decenas de miles están incorporados a los hogares de pobladores urbanos y rurales, y por centenares alegran los anaqueles de bibliotecas y librerías sea sustancialmente un elemento para formar e informar las pasadas y las nuevas generaciones en el entrañable conocimiento de la Argentina."
En “El Pasado Argentino” y “Dimensión Argentina” se volvieron a publicar clásicos de la historia nacional olvidados: la obra de Estanislao Zeballos, Eduardo Gutiérrez, Álvaro Barros, Martiniano Leguizamón, Emilio Coni, Alfredo Ebelot, Vicente Rossi, Francisco P. Molreno, Gino Germani, Pastor Obligado, Lucio Fontana; libros que devinieron en clásicos de la historiografía argentina: ‘Miron Burgin, José Luis Busaniche, H. S. Ferns, Adolfo Dorfman, Horacio Giberti, James S. Scobie, Félix Weinberg; la serie de viajeros ingleses: J. A. B. Beaumont, P. Tomás Falkner, Thomas Woodwine Hinchliff, Un Inglés, William Mc Cann, John Miers, L. B. Mackinon, George Ch. Musters, Woodbine Parish…; obras escasamente difundidas de clásicos argentinos: Roberto Arlt, Lucio V. Mansilla, Bartolomé Mitre, Roberto J. Payró, Domingo F. Sarmiento, En fin, las Memorias de Manuel Gálvez en cuatro tomos.
Algunas de las obras que se publicaron bajo estos sellos son:
- Viaje a caballo por las provincias argentinas de William Mac Cann, traducido por José Luis Busaniche.
- Descripción de la Patagonia y de las partes contiguas de la América del Sud de Thomas Falkner, traducido por Samuel Lafone Quevedo.
- Cosas de negros, de Vicente Rossi.
- El gaucho de Emilio Coni, con un estudio preliminar de Beatriz Bosch.
- Historia argentina y las Estampas del pasado de José Luis Busaniche.
- La pampa argentina de Romain Gaignard.
- Educación común de D.F Sarmiento.
- Cartas de un porteño: polémicas en torno al idioma y a la Real Academia Española de José María Gutiérrez. Editado por G. Weinberg.
- La valorización del país de Pierre Denis.
- Pedro de Angelis y los orígenes de la bibliografía argentina de Emilia Sabor.
- Epistolario belgraniano. Dirigido por G. Weinberg.

#### UNESCO
Contribuyó a la edición de la Historia Científica y Cultural de la Humanidad y la Historia de América Latina, obra monumental promovida por la UNESCO.

## Premios y distinciones
- Primer Premio Nacional de Literatura, Ensayo (1975).
- Primer Premio Municipal Ciudad de Buenos Aires, Ensayo (1975).
- Faja de Honor de la Sociedad Argentina de Escritores (1975).
- Premio Konex: Ensayo Filosófico (1984).
- Premio Konex de Brillante: Humanidades (1986).
- Condecoración de la Orden de las Artes y las Letras (Francia, 1987).
- Orden de las Palmas Académicas (Francia, 1990).
- Doctor honoris causa de la Universidad de Buenos Aires (1991).
- Premio Interamericano de Cultura Gabriela Mistral en Literatura y Filosofía (OEA, 1994).
- Premio Consagración Nacional (1995).
- Premio Tzedaka por sus contribuciones al desarrollo de la ciencia (1995).[2]
- Ciudadano Ilustre de la ciudad de Buenos Aires (1999).
- Medalla Aristóteles de Plata por parte de la UNESCO (1999).[5]
- Doctor honoris causa de la Universidad de Palermo (2001).
- Doctor honoris causa de la Universidad de Luján (2002).

## Homenaje
En el año 2000 se publicó como homenaje Del tiempo y las ideas. Textos en honor de Gregorio Weinberg, Buenos Aires, Fondo de Cultura Económica (distr.), 2000. Se trata de un compendio de textos escritos por amigos y colegas de Gregorio Weinberg, organizado por sus hijos (Liliana, Fanny y Daniel).
En el 2015 se realizó la primera edición del Premio Gregorio Weinberg a la investigación en historia de la educación, la ciencia y la cultura latinoamericanas, convocada por la Organización de Estados Iberoamericanos para la Educación, la Ciencia y la Cultura –OEI- y la Red Gregorio Weinberg de Estudios en Historia de la Educación.